# Cratesippida
Cratesippida (in greco antico: Κρατησιππίδας?, Kratesippìdas; Sparta, V secolo a.C. – dopo il 408 a.C.) è stato un ammiraglio spartano.

## Biografia
Inviato da Sparta nell'Ellesponto dopo l'uccisione di Mindaro, avvenuta nella disastrosa sconfitta di Cizico, Cratesippida andò a Chio, dove prese il comando della flotta che Pasippida era riuscito a racimolare dagli alleati dopo la disfatta.
Durante il suo mandato Cratesippida, oltre ad aver preso l'acropoli di Chio e ad aver richiamato gli esuli dell'isola, non fece quasi niente; gli succedette Lisandro, il geniale comandante che avrebbe sconfitto definitivamente Atene.